# 루펠독수리
루펠독수리 혹은 루펠대머리수리, 루펠그리폰독수리(Rüppell's griffon vulture)는 중앙 아프리카의 사헬 지대에 서식하는 독수리이다. 세상에서 가장 높이 나는 새라고 알려져 있다.

## 같이 보기
- 흰등독수리(Gyps africanus)